# ATSC
ATSC(Advanced Television Systems Committee)는 미국의 디지털 텔레비전 방송 표준을 개발하는 위원회, 혹은 그 표준을 말한다. ATSC의 표준은 현재 북아메리카 국가를 비롯한 대한민국의 표준화 방식로 결정되어 있다. 디지털 방송의 표준에는 ATSC외에 유럽에서 개발된 DVB, 일본의 ISDB 등이 있다.
ATSC 표준은 AC-3 돌비 디지털 오디오를 지원하며, 아날로그 NTSC의 한 채널을 담는 6MHz의 대역폭에 최대한 4개까지의 채널을 전송할 수 있다.

## 장단점
ATSC는 전파 변조 구조가 DVB에 비해 단순하고 HDTV 구성이 비교적 쉽다는 장점이 있지만, 멀티 패스나 잡음에 상대적으로 취약하고 SFN 구성이 불가능하여 각 중계소마다 다른 주파수를 사용해야 한다는 문제점이 존재한다.

## 소리
ATSC의 경우 A/52로 공식 표준화되었지만 돌비 디지털 AC-3이 오디오 코덱으로 쓰인다. 최대 다섯 개의 소리 채널에, 저주파 효과 (이른바 5.1 구성)의 경우 6채널이 쓰인다. 이와 대조적으로 일본의 ISDB HDTV 방송은 MPEG의 고급 오디오 부호화 (AAC)를 오디오 코덱으로 쓰며 5.1 오디오 출력을 지원한다. DVB의 경우 둘 다 지원한다.

## 영상 규격

### MPEG2
| 해상도 | 해상도 | 가로세로비    | 화소 가로세로비 | 주사                    | 프레임 속도 (Hz)                      |
| ------ | ------ | ------------- | --------------- | ----------------------- | ------------------------------------- |
| 수직   | 수평   | 가로세로비    | 화소 가로세로비 | 주사                    | 프레임 속도 (Hz)                      |
| 1080   | 1920   | 16:9          | 정사각형        | 순차주사 (프로그레시브) | 23.976 24 29.97 30                    |
| 1080   | 1920   | 16:9          | 정사각형        | 비월주사 (인터레이스)   | 29.97 (59.94 필드/초) 30 (60 필드/초) |
| 720    | 1280   | 16:9          | 정사각형        | 순차주사 (프로그레시브) | 23.976 24 29.97 30 59.94 60           |
| 480    | 704    | 4:3 또는 16:9 | 정사각형이 아님 | 순차주사 (프로그레시브) | 23.976 24 29.97 30 59.94 60           |
| 480    | 704    | 4:3 또는 16:9 | 정사각형이 아님 | 비월주사 (인터레이스)   | 29.97 (59.94 필드/초) 30 (60 필드/초) |
| 480    | 640    | 4:3           | 정사각형        | 순차주사 (프로그레시브) | 23.976 24 29.97 30 59.94 60           |
| 480    | 640    | 4:3           | 정사각형        | 비월주사 (인터레이스)   | 29.97 (59.94 필드/초) 30 (60 필드/초) |

또, ATSC는 ATSC A/63 표준에 정의된 PAL 프레임 속도와 해상도를 지원한다.
| 해상도 | 해상도 | 가로세로비    | 화소 가로세로비 | 주사                    | 프레임 속도 (Hz) |
| ------ | ------ | ------------- | --------------- | ----------------------- | ---------------- |
| 수직   | 수평   | 가로세로비    | 화소 가로세로비 | 주사                    | 프레임 속도 (Hz) |
| 1080   | 1920   | 16:9          | 정사각형        | 비월주사 (인터레이스)   | 25 (50 필드/초)  |
| 1080   | 1920   | 16:9          | 정사각형        | 순차주사 (프로그레시브) | 25               |
| 720    | 1280   | 16:9          | 정사각형        | 순차주사 (프로그레시브) | 50               |
| 576    | 720    | 4:3 또는 16:9 | 정사각형이 아님 | 순차주사 (프로그레시브) | 25 50            |
| 576    | 720    | 4:3 또는 16:9 | 정사각형이 아님 | 비월주사 (인터레이스)   | 25 (50 필드/초)  |
| 576    | 544    | 4:3 또는 16:9 | 정사각형이 아님 | 순차주사 (프로그레시브) | 25               |
| 576    | 544    | 4:3 또는 16:9 | 정사각형이 아님 | 비월주사 (인터레이스)   | 25 (50 필드/초)  |
| 576    | 480    | 4:3 또는 16:9 | 정사각형이 아님 | 순차주사 (프로그레시브) | 25               |
| 576    | 480    | 4:3 또는 16:9 | 정사각형이 아님 | 비월주사 (인터레이스)   | 25 (50 필드/초)  |
| 576    | 352    | 4:3 또는 16:9 | 정사각형이 아님 | 순차주사 (프로그레시브) | 25               |
| 576    | 352    | 4:3 또는 16:9 | 정사각형이 아님 | 비월주사 (인터레이스)   | 25 (50 필드/초)  |
| 288    | 352    | 4:3 또는 16:9 | 정사각형이 아님 | 순차주사 (프로그레시브) | 25               |

### H.264/MPEG-4 AVC
| 해상도 | 해상도 | 가로세로비    | 화소 가로세로비                    | 주사                    | 프레임 속도 (Hz)                                      | 수준   |
| ------ | ------ | ------------- | ---------------------------------- | ----------------------- | ----------------------------------------------------- | ------ |
| 수직   | 수평   | 가로세로비    | 화소 가로세로비                    | 주사                    | 프레임 속도 (Hz)                                      | 수준   |
| 1080   | 1920   | 16:9          | 정사각형                           | 순차주사 (프로그레시브) | 23.976 24 29.97 30 25                                 | 4      |
| 1080   | 1920   | 16:9          | 정사각형                           | 순차주사 (프로그레시브) | 59.94 60 50                                           | 4.2    |
| 1080   | 1920   | 16:9          | 정사각형                           | 비월주사 (인터레이스)   | 29.97 (59.94 필드/초) 30 (60 필드/초) 25 (50 필드/초) | 4      |
| 1080   | 1440   | 16:9          | 정사각형이 아님 (4:3)              | 순차주사 (프로그레시브) | 23.976 24 29.97 30 25                                 | 4      |
| 1080   | 1440   | 16:9          | 정사각형이 아님 (4:3)              | 순차주사 (프로그레시브) | 59.94 60 50                                           | 4.2    |
| 1080   | 1440   | 16:9          | 정사각형이 아님 (4:3)              | 비월주사 (인터레이스)   | 29.97 (59.94 필드/초) 30 (60 필드/초) 25 (50 필드/초) | 4      |
| 720    | 1280   | 16:9          | 정사각형                           | 순차주사 (프로그레시브) | 23.976 24 29.97 30 59.94 60 25 50                     | 3.2, 4 |
| 480    | 720    | 4:3 또는 16:9 | 정사각형이 아님 (10:11 또는 40:33) | 순차주사 (프로그레시브) | 23.976 24 29.97 30 59.94 60 25 50                     | 3.1, 4 |
| 480    | 720    | 4:3 또는 16:9 | 정사각형이 아님 (10:11 또는 40:33) | 비월주사 (인터레이스)   | 29.97 (59.94 필드/초) 30 (60 필드/초) 25 (50 필드/초) | 3      |
| 480    | 704    | 4:3 또는 16:9 | 정사각형이 아님 (10:11 또는 40:33) | 순차주사 (프로그레시브) | 23.976 24 29.97 30 59.94 60 25 50                     | 3.1, 4 |
| 480    | 704    | 4:3 또는 16:9 | 정사각형이 아님 (10:11 또는 40:33) | 비월주사 (인터레이스)   | 29.97 (59.94 필드/초) 30 (60 필드/초) 25 (50 필드/초) | 3      |
| 480    | 640    | 4:3           | 정사각형                           | 순차주사 (프로그레시브) | 23.976 24 29.97 30 59.94 60 25 50                     | 3.1, 4 |
| 480    | 640    | 4:3           | 정사각형                           | 비월주사 (인터레이스)   | 29.97 (59.94 필드/초) 30 (60 필드/초) 25 (50 필드/초) | 3      |
| 480    | 544    | 4:3           | 정사각형이 아님 (40:33)            | 순차주사 (프로그레시브) | 23.976 25                                             | 3      |
| 480    | 544    | 4:3           | 정사각형이 아님 (40:33)            | 비월주사 (인터레이스)   | 29.97 (59.94 필드/초) 25 (50 필드/초)                 | 3      |
| 480    | 528    | 4:3           | 정사각형이 아님 (40:33)            | 순차주사 (프로그레시브) | 23.976 25                                             | 3      |
| 480    | 528    | 4:3           | 정사각형이 아님 (40:33)            | 비월주사 (인터레이스)   | 29.97 (59.94 필드/초) 25 (50 필드/초)                 | 3      |
| 480    | 352    | 4:3           | 정사각형이 아님 (20:11)            | 순차주사 (프로그레시브) | 23.976 25                                             | 3      |
| 480    | 352    | 4:3           | 정사각형이 아님 (20:11)            | 비월주사 (인터레이스)   | 29.97 (59.94 필드/초) 25 (50 필드/초)                 | 3      |
| 240    | 352    | 4:3           | 정사각형이 아님 (10:11)            | 순차주사 (프로그레시브) | 23.976 25                                             | 3      |
| 120    | 176    | 4:3           | 정사각형이 아님 (10:11)            | 순차주사 (프로그레시브) | 23.976 25                                             | 1.1    |

## ATSC 사용 지역

### 아메리카

디지털 지상파 텔레비전 방송 시스템. ATSC를 사용하는 국가는 주황 빛깔을 띠고 있다

- 캐나다 (수도권 지역 및 30만 명 이상 거주 지역을 기준으로 2011년 8월 31일 전환됨.)
- 도미니카 공화국 (2010년 8월 10일 결정. 2015년 9월 14일까지 전환 완료됨.[1])
- 엘살바도르 (2009년 4월 22일 결정.[2], 2019년 1월 1일까지 전환 완료 예정[3])
- 온두라스 (2007년 1월 결정.[4], 2020년 12월까지 전환 완료 예정)
- 멕시코 (2015년 12월 31일까지 전환 완료됨.)
- 미국 (2009년 6월 12일 전환됨. / 저전력 방송국과 Class A 방송국 및 아날로그 케이블 제외)
  -  푸에르토리코
  -  미국령 버진아일랜드

### 아시아·태평양
- 대한민국 (2012년 12월 31일까지 전환 완료)
- 미국 영토 (2009년 6월 12일 전환됨 / 저전력 방송국과 Class A 방송국 및 아날로그 케이블 제외)
  -  아메리칸사모아
  -  괌
  -  북마리아나 제도

## 같이 보기
- 디지털 지상파 텔레비전
- 디지털 비디오 방송
- ISDB
- 디지털 표준 텔레비전
- DTMB
- 초고선명 텔레비전